# Молдавский алфавит
Молда́вский алфави́т — кириллический алфавит, используемый для записи молдавского языка. В настоящее время используется в Приднестровье. До 1989 года использовался повсеместно в Молдавской ССР и других районах Советского Союза, где проживало молдавское население.
Первоначально в основе молдавской графики лежала кириллица на основе старославянской азбуки; а с XIX века — русский алфавит; с 1989—1993 годов в Молдавии используется румынский алфавит.
В современном молдавском кириллическом алфавите 31 буква. 7 из них передают на письме гласные звуки: а, е, и, о, у, э, ы; 2 — йотированные гласные: ю, я; 1 — полугласную й; 20 — согласные: б, в, г, д, ж, ӂ, з, к, л, м, н, п, р, с, т, ф, х, ц, ч, ш и мягкий знак (ь), отсутствуют буквы ё, щ, ъ.
Основной принцип орфографии — фонетический.
| А а | Б б | В в | Г г | Д д | Е е | Ж ж |  |
| Ӂ ӂ | З з | И и | Й й | К к | Л л | М м |  |
| Н н | О о | П п | Р р | С с | Т т | У у |  |
| Ф ф | Х х | Ц ц | Ч ч | Ш ш | Ы ы | Ь ь |  |
| Э э | Ю ю | Я я |     |     |     |     |  |

## История
О кириллическом алфавите, использовавшемся в Молдавском княжестве до середины XIX века, см. также статью Валахо-молдавская азбука.
Традиционно кириллица использовалась в Валахии, Трансильвании и Молдавии до начала 1860-х годов.
Алфавит был очень близок к современному ему церковнославянскому; отличия в составе алфавита (на конец XVIII и XIX века) таковы:
- литера ѕ применяется только как числовой знак, то есть фактически буквой не является;
- не используется ы, а в этом звуковом значении применяется большой юс ѫ;
- начальный слог [ын] ([ым] перед [б], [п], [м]) обозначается видоизменённой юсовой буквой «ын»;
- для звонкой аффрикаты [дж] применяется специально изобретённая буква џ.

Некоторые буквы (ъ, ѣ, щ, гласные со знаком краткости) имеют отличное от русского извода церковнославянского звуковое содержание, более близкое к болгарской фонетике.
Алфавитный порядок воспроизводится по букварю: Букоавнъ пентру ꙟвъцътура прунчилѡр де а се депринде атѫт ла куноащерѣ словелѡр, ла словеніе, ши ла четаніе…. Букурещй, 1826. Порядок букв не был строго фиксирован и в некоторых азбуках и букварях мог существенно отличаться от приведённого. Некоторые издания включают в состав алфавита букву Ѿ, которая, как и Ы, на письме никогда не использовалась, но употреблялось в Пасхалии. Иногда Ѿ мог писаться в начале церковных терминов, заимствованных из церковнославянского: ѿпу́ст.
| буква | название | числовое значение | переходный алфавит | румынская латиница | молдавская кириллица | фонетическое значение | примечания |
| ----- | -------- | ----------------- | ------------------ | ------------------ | -------------------- | --------------------- | --- |
| А     | Азь      | 1                 | а                  | a                  | а                    | /a/                   | |
| Б     | Бу́ке     |                   | б                  | b                  | б                    | /b/                   | |
| В     | Ви́де     | 2                 | в                  | v                  | в                    | /v/                   | |
| Г     | Гла́голъ  | 3                 | g                  | g, gh              | г                    | /g/                   | |
| Д     | До́бръ    | 4                 | d                  | d                  | д                    | /d/                   | |
| Є, Е  | Їе́сть    | 5                 | е                  | e                  | е                    | /e/                   | Первый вариант начертания используется в начале слов, второй — в середине и конце. |
| Ж     | Жуве́те   | —                 | ж                  | j                  | ж                    | /ʒ/                   | |
| Ѕ     | Ѕе́ло     | 6                 | —                  | —                  | —                    | —                     | В ранних памятниках (Псалтирь Скейана, XVI в.) использовалась для передачи аффрикаты /d͡z/, характерной для северных диалектов (Дм҃нꙋль ѕисѐ кътрѫ менѐ). Впоследствии вышла из употребления на письме, но использовалась как числовой знак. Соответствует букве ḑ в «этимологических» вариантах латинского алфавита, существовавших до 1904 г. В современном румынском языке используется буква z.                                     |
| З, Ꙁ  | Зе́млѣ    | 7                 | z, ḑ               | z                  | з                    | /z/                   | Начертание Ꙁ использовалось в середине и конце слов, а также для записи чисел. |
| І     | И́же      | 10                | i                  | i                  | и                    | /i/                   | И и І в словах, заимствованных из греческого и через греческий, употребляются на местах эты и иоты соответственно, а в румынских словах и в славянских заимствованиях ставятся по тому же принципу, как в дореволюционном русском: І перед гласными, И перед согласными и в конце слова. Часто использовалась в форме Ї. |
| И     | И        | 8                 | i, ĭ               | i                  | и, й, ь              | /i/, /j/, /ʲ/         | Символ И с краткой (Й) не считался отдельной буквой. Звуковое значение — неслоговое i (ĭ, й) и знак палатализации (ĭ, ь): май/maĭ/mai («ещё»); окй/ochĭ/ochi. В поздних вариантах румынской кириллицы знак краткости использовался также над У и I. |
| К     | Ка́ко     | 20                | k                  | c, ch              | к                    | /k/                   | |
| Л     | Лу́де     | 30                | l                  | l                  | л                    | /l/                   | |
| М     | Мисле́те  | 40                | m                  | m                  | м                    | /m/                   | |
| Н     | Нашь     | 50                | n                  | n                  | н                    | /n/                   | |
| Ѻ, О  | Онь      | 70                | o                  | o                  | о                    | /o/, /o̯/              | «Широкое» О использовалось в начале слова. |
| П     | Поко́й    | 80                | п                  | p                  | п                    | /p/                   | |
| Р     | Ри́це     | 100               | р                  | r                  | р                    | /r/                   | |
| С     | Сло́вѡ    | 200               | s                  | s                  | с                    | /s/                   | |
| Т     | Тве́рдѡ   | 300               | t                  | t                  | т                    | /t/                   | |
| У     | Укь      | —                 | ꙋ                  | u                  | у                    | /u/, /u̯/              | В традиционном варианте использовалось только гаммаобразное начертание. В поздних вариантах употреблялась с краткой (Ў) для обозначения неслогового /u/. |
| Ѹ     | У        | —                 | ɣ                  | u                  | у                    | /u/                   | Диграф Оу использовался в начале слова, как позиционный вариант У |
| Ф     | Фи́тъ     | 500               | f                  | f                  | ф                    | /f/                   | |
| Х     | Хїе́рь    | 600               | х                  | h                  | х                    | /h/                   | |
| Ѡ     | Ѡ        | 800               | o                  | o                  | о                    | /o/, /o̯/              | Ѡ и О различаются не только в заимствованных, но и в собственно румынских словах. Наиболее последовательно Ѡ употреблялась в местоимениях и артиклях lor/-lor и o (лѡр/-лѡр; ѡ), а также в словах лѡк, вѡр и др. В некоторых текстах Ѡ использовалась в начале слов вместо Ѻ (чаще всего широкая омега, Ꙍ), рядом с гласными, а также на конце слов (ѡм, адаѡг, аколѡ).                                                               |
| Ц     | Цѝ       | 900               | ц                  | ț                  | ц                    | /t͡s/                  | |
| Ч     | Черфь    | 90                | ч                  | c (перед e, i)     | ч                    | /t͡ʃ/                  | |
| Ш     | Ша       | —                 | ш                  | ș                  | ш                    | /ʃ/                   | |
| Щ     | Ща       | —                 | щ                  | șt                 | шт                   | /ʃt/                  | |
| Ъ     | Їе́рь     | —                 | ъ                  | ă                  | э                    | /ə/                   | |
| Ы     | Їѡ́рѵ     | —                 | —                  | —                  | —                    | —                     | Буква Ы обычно включалась в состав алфавита, но фактически на письме не использовалась, цифрового значения не имела. |
| Ь     | Ирь      | —                 | —                  | —                  | —                    | —                     | В ряде текстов Ь употреблялся после согласных на конце слов. Его функция была аналогичной Ъ в церковнославянском и русской дореформенной орфографии. Иногда Ь по церковнославянской модели заменялся знаком паерок. |
| Ѣ     | Їѧ́ть     | —                 | ea                 | ea                 | я                    | /e̯a/                  | В ряде случаев буква Ѣ могла передавать звук /e/: путѣре (putere, «сила»). Непоследовательность употребления Ѣ была связана с традицией и особенностями разных диалектов. |
| Ѫ     | Юсь      | —                 | î                  | â, î               | ы                    | /ɨ/                   | |
| Ю     | Ю        | —                 | iɣ, ĭɣ             | iu                 | ю                    | /ju/, /j/, //ʲ/       | В ряде случаев над Ю ставился знак краткой (ю̆). В этом случае её фонетическое значение было аналогично Й. Ю с краткой использовалась в том случае, если при изменении слова, имеющего в начальной форме на конце неслоговой «и» или мягкой согласный (как правило /r'/), прояснялся звук /u/: черю̆ — черюрй («небо—небеса»; ръзбою̆ — ръзбоюлуй («война»—"войны"). В некоторых диалектах на месте ю̆ присутствует призвук [u̯] или [ju̯]. |
| Ꙗ     | ꙗ́ко      | —                 | ia                 | ia                 | я                    | /ja/                  | Буква использовалась в начале слова, как позиционный вариант Ѧ. |
| Ѧ     | ꙗ́        | —                 | ia                 | ia                 | я                    | /ja/                  | |
| Ѳ     | Ѳи́та     | 9                 | t, ft              | t, th              | т                    | /t/, /f/, /θ/         | Используются для точной передачи греческого написания заимствованных слов (особенно имён и названий). |
| Ѯ     | Ѯи       | 60                | ks                 | x                  | кс                   | /ks/                  | Используются для точной передачи греческого написания заимствованных слов (особенно имён и названий). |
| Ѱ     | Ѱи       | 700               | пs                 | ps                 | пс                   | /ps/                  | Используются для точной передачи греческого написания заимствованных слов (особенно имён и названий). |
| Џ     | Џа       | —                 | џ                  | g (перед e, i)     | ӂ                    | /d͡ʒ/                  | |
| Ꙟ     | Ꙟь       | —                 | în, îm             | în, îm             | ын, ым               | /ɨn/, /ɨm/, /ɨ/       | Внешне напоминает стрелку ↑. Использовалась для передачи предлога/префикса în, îm («в»). В начале слова может также означать /ы/ в словах ꙟшй («себе»), ꙟль («его») и т. д. Является видоизменением одного из юсов (вероятно, большого: Ꙟ пишется в начале слов, а Ѫ — в середине и конце). Добавлена в Юникод только с версии 5.1, коды U+A65E и U+A65F, и поэтому может некорректно отображаться в устаревших версиях шрифтов.      |
| Ѵ     | Ѵпсило́нь | 400               | i, ɣ               | i, v               | и, в                 | /i/, /y/, /v/         | Используются для точной передачи греческого написания заимствованных слов (особенно имён и названий). |

В Бессарабской губернии Российской империи начиная с 1860-х годов вместо шрифта, основанного на церковнославянской азбуке, в светских изданиях начинает использоваться гражданский шрифт. Так, молдавская версия «Кишинёвских епархиальных ведомостей» (1867—1871) печаталась «гражданкой» с сохранением традиционных букв и гаммаобразного начертания буквы Уу. Богослужебные книги Кишинёвской епархиальной типографии пользовались определённым спросом среди консервативно настроенного духовенства в Румынии, где издание книг на румынском языке «славянскими буквами» было прекращено.
В начале XX века для религиозной и околорелигиозной литературы использовались параллельно церковнославянский и гражданский шрифты. В текстах, напечатанных гражданским шрифтом, практически была исключена буква Ѣҍ, которая была заменена на Яя. В светских изданиях получила распространение практика употребления русского алфавита для записи молдавского языка, однако некоторые авторы продолжали использовать буквы Ъъ вместо Ээ и Йй после согласных вместо Ьь.
Современный молдавский кириллический алфавит был создан в 1920-е годы на основе русского алфавита и использовался сначала в Молдавской АССР (1926—1932 и 1938—1940 годы), а с 1940 года — в Молдавской ССР. В конце 1930-х — начала 1940-х годов в молдавский алфавит также входила буква Ґ ґ.
В 1932—1938 годах молдаване СССР пользовались латинизированным алфавитом, почти аналогичным румынскому (в молдавской версии отсутствовала буква Â â).
Постановлением Совета министров Молдавской ССР от 2 августа 1957 года из молдавского алфавита были исключены буквы Щщ и Ъъ, а постановлением от 17 мая 1967 года была введена буква Ӂӂ.
Этот алфавит официально использовался в Молдавской ССР до 31 августа 1989 года, когда Верховный Совет Молдавской ССР принял закон «О возврате молдавскому языку латинской графики». Под термином «латинская графика» подразумевался современный румынский алфавит.
Принятие этого закона стало одной из причин возникновения Приднестровского конфликта, приведшего к образованию Приднестровья. В этом непризнанном государстве молдавский является одним из официальных языков, и для его записи приднестровские власти продолжают использовать кириллический алфавит.

## Таблицы
| Молдавский | Румынский | Примечания                                | МФА                                           |
| ---------- | --------- | ----------------------------------------- | --------------------------------------------- |
| а          | a         |                                           | /a/                                           |
| б          | b         |                                           | /b/                                           |
| в          | v         |                                           | /v/                                           |
| г          | gh        | перед i или e                             | /ɡ/                                           |
| г          | g         | в остальных случаях                       | /ɡ/                                           |
| д          | d         |                                           | /d/                                           |
| е          | ie        | после гласной и чаще всего в начале слова | /je/                                          |
| е          | e         | в остальных случаях                       | /e/                                           |
| ж          | j         |                                           | /ʒ/                                           |
| ӂ          | g         | перед i и e                               | /ʤ/                                           |
| з          | z         |                                           | /z/                                           |
| и          | ii        | в конце слова                             | /i/                                           |
| и          | i         | в остальных случаях                       | /i/                                           |
| й          | i         | перед гласными                            | /j/                                           |
| к          | ch        | перед i и e                               | /k/                                           |
| к          | c         | в остальных случаях                       | /k/                                           |
| л          | l         |                                           | /l/                                           |
| м          | m         |                                           | /m/                                           |
| н          | n         |                                           | /n/                                           |
| о          | o         |                                           | /o/                                           |
| п          | p         |                                           | /p/                                           |
| р          | r         |                                           | /ɾ/                                           |
| с          | s         |                                           | /s/                                           |
| т          | t         |                                           | /t/                                           |
| у          | u         |                                           | /u/                                           |
| ф          | f         |                                           | /f/                                           |
| х          | h         |                                           | /h/                                           |
| ц          | ț         |                                           | /ʦ/                                           |
| ч          | c         | перед i и e                               | /ʧ/                                           |
| ш          | ș         |                                           | /ʃ/                                           |
| ы          | â         | в середине слова                          | /ɨ/                                           |
| ы          | î         | в начале и конце слова                    | /ɨ/                                           |
| ь          | i         | в конце слова                             | /◌ʲ/ (палатализация предшествующей согласной) |
| э          | ă         |                                           | /ə/                                           |
| ю          | iu        |                                           | /ju/, /◌ʲu/                                   |
| я          | ea, ia    |                                           | /ja/, /◌ʲa/                                   |

В русских словах, преимущественно именах, могут использоваться также буквы Ъъ [-], Щщ [ʆ] и Ёё [jo/◌ʲo].

### С румынского на молдавский

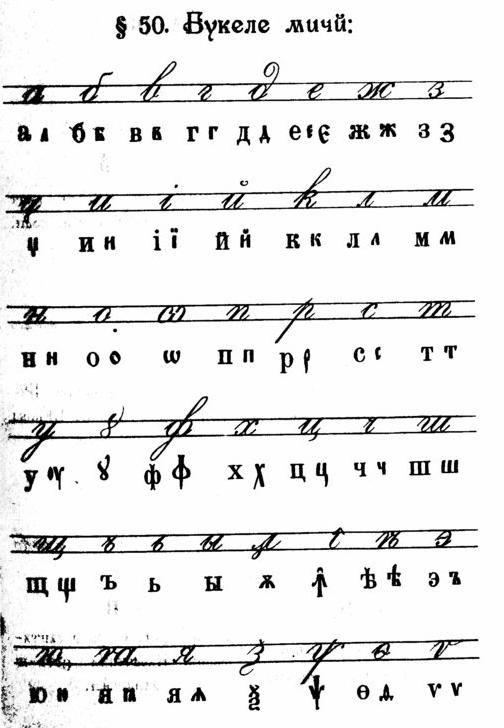
Молдавский алфавит из букваря 1909 года

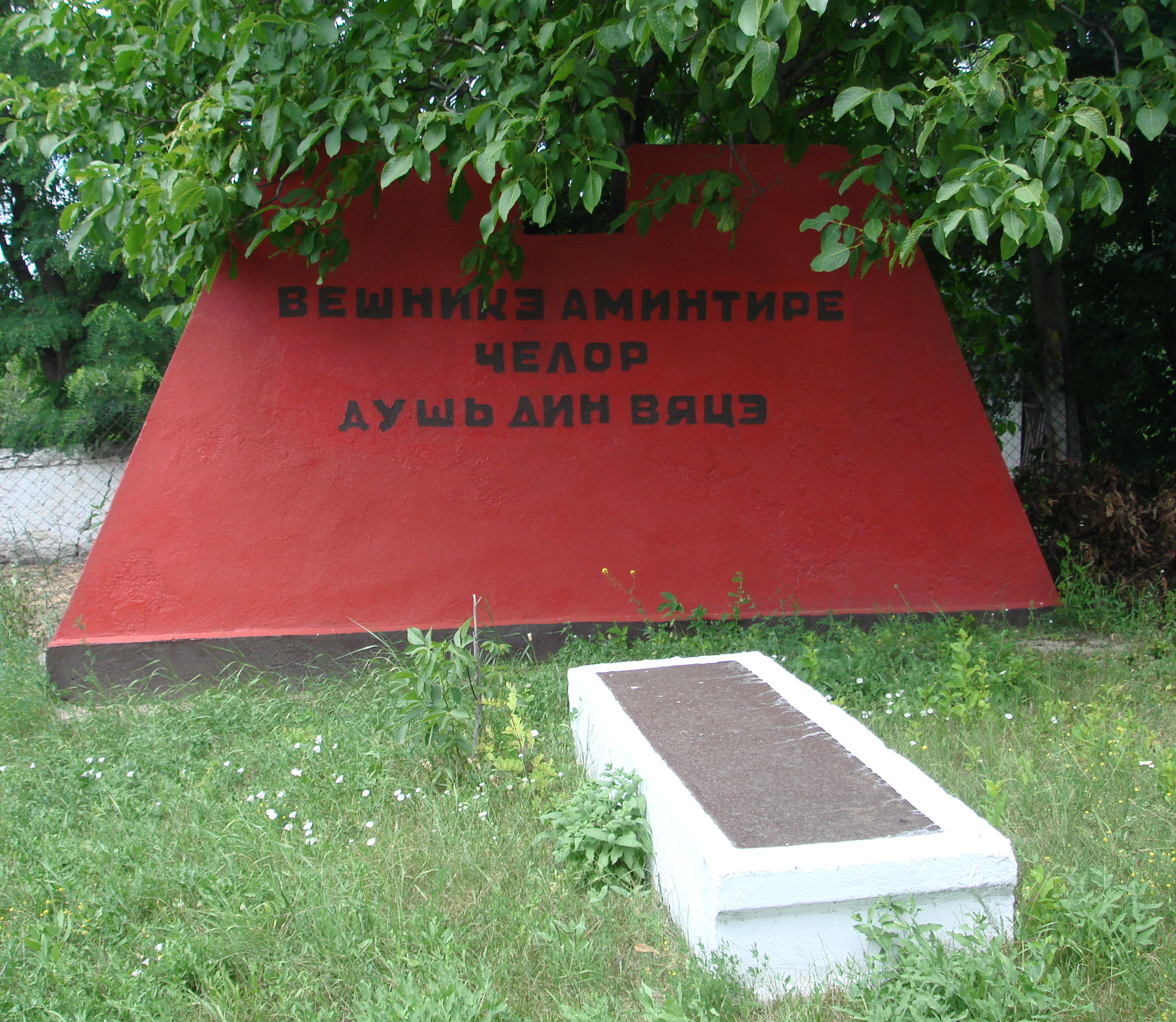
Монумент с надписью на кириллице в молдавском селе, 2006 год

Орфографические правила перевода с румынского на молдавский (кириллицу).
| Румынский | Молдавский | Примечания                                                                   |
| --------- | ---------- | ---------------------------------------------------------------------------- |
| a         | а          | если не является частью диграфов ia, ea                                      |
| ă         | э          |                                                                              |
| â         | ы          |                                                                              |
| b         | б          |                                                                              |
| с         | к          | не перед e, i                                                                |
| ce        | че         |                                                                              |
| ch        | к          | перед e, i                                                                   |
| cea       | ча         |                                                                              |
| ci        | чи         | чаще всего                                                                   |
| ci        | чь         | в конце слова без ударения                                                   |
| ci        | ч/чь       | в конце некоторых слов для различения ед. и мн. числа                        |
| cia       | чиа        |                                                                              |
| cio       | чо         |                                                                              |
| ciu       | чу         |                                                                              |
| d         | д          |                                                                              |
| e         | е          | если не является частью диграфа ea                                           |
| ea        | я          | чаще всего, если произносится в один слог                                    |
| ea        | еа         | если читается раздельно, как в слове кореан                                  |
| eea       | ея         |                                                                              |
| eie       | ее         | как в слове cheie                                                            |
| f         | ф          |                                                                              |
| g         | г          |                                                                              |
| ge        | ӂе         |                                                                              |
| gh        | г          |                                                                              |
| gea       | ӂа         |                                                                              |
| gi        | ӂи         |                                                                              |
| gi        | ӂь         |                                                                              |
| gi        | ӂ/ӂь       |                                                                              |
| gia       | ӂия        |                                                                              |
| gio       | ӂо         |                                                                              |
| giu       | ӂу         |                                                                              |
| h         | х          | если не после c или g перед e, i                                             |
| i         | и          | между двумя согласными или в конце слова после согласной, если образует слог |
| i         | -ь         | в конце слова, только указывает на палатализацию предшествующего согласного  |
| i         | -й         | в конце слова после гласной                                                  |
| î         | ы          | в начале и конце слова                                                       |
| ia        | я          | в начале слова или после гласной                                             |
| ia        | -ия        | в таких словах, как ромыния, теория, деталия                                 |
| ia        | -ья-       | в исконных корнях                                                            |
| ia        | -иа-       | в заимствованиях и интернационализмах                                        |
| ie        | е          | в начале слова и после гласных                                               |
| ie        | ье         | (обычно в исконных словах: пьердут)                                          |
| ie        | ие         | в таких словах как теорие, или в заимствованиях: Униуня Совиетикэ            |
| ii        | ий         | в конце слова                                                                |
| ii        | -ии-       | между согласными                                                             |
| iii       | ии         | в конце слова                                                                |
| io        | йо         | в начале слова                                                               |
| io        | ио         | в начале слова, реже                                                         |
| io        | йо         | после гласных                                                                |
| io        | ио         | после согласных                                                              |
| iu        | иу         | например, в суффиксе -циуне                                                  |
| iu        | ю          | в начале слова или после гласной                                             |
| iu        | ю          | только если читается как [ʲu]: ochiul = окюл                                 |
| iu        | ью         | в слове интервью                                                             |
| j         | ж          |                                                                              |
| k         | к          |                                                                              |
| l         | л          |                                                                              |
| m         | м          |                                                                              |
| n         | н          |                                                                              |
| o         | о          |                                                                              |
| p         | п          |                                                                              |
| r         | р          |                                                                              |
| s         | с          |                                                                              |
| ș         | ш          |                                                                              |
| t         | т          |                                                                              |
| ț         | ц          |                                                                              |
| u         | у          |                                                                              |
| v         | в          |                                                                              |
| x         | кс         |                                                                              |
| x         | кз         |                                                                              |
| z         | з          |                                                                              |